# Jan Wojnarski (burmistrz)
Jan Wojnarski (ur. 18 lipca 1913 w Krakowie, zm. 21 kwietnia 1994 w Krakowie) – pierwszy powojenny burmistrz Oliwy.

## Życiorys
Syn malarza i grafika Jana Wojnarskiego, po którym odziedziczył swoje zainteresowania  polską kulturą i krajobrazem. W Gdańsku Wojnarski był przed II wojną światową dwa razy, w 1922 r. oraz w 1932 r., pozostając pod wrażeniem piękna tych ziem.

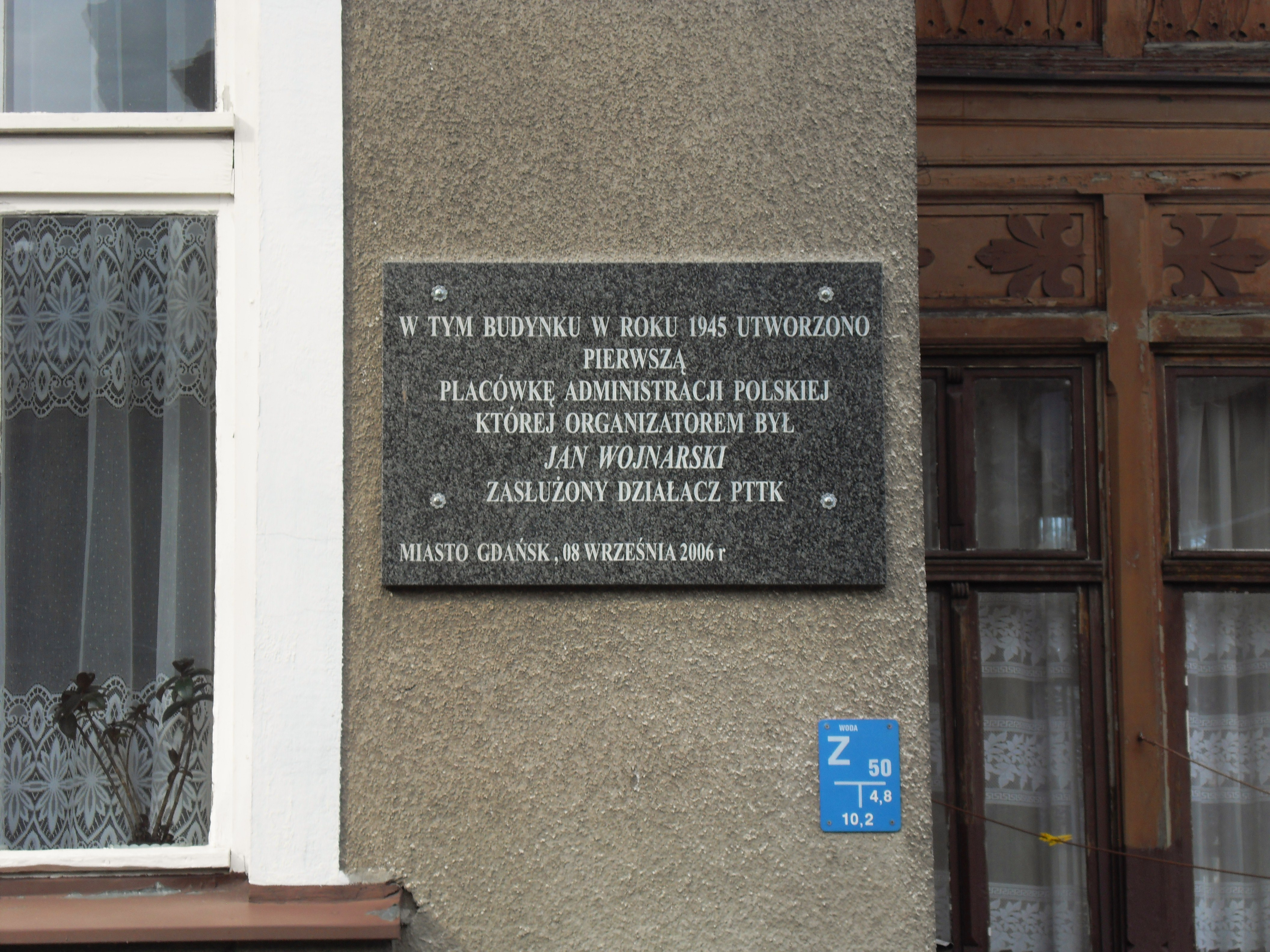
Tablica pamiątkowa w Oliwie

Pierwszym transportem wojskowym, 30 marca 1945 r. przyjechał do Gdańska. Zamieszkał w Oliwie przy ul. Krzywoustego 15.                      
Utworzył pierwszą powojenną, polską administrację samorządową w Oliwie. Był jej jedynym po wojnie burmistrzem do czasu włączenia Oliwy jako dzielnicy Gdańska. Opracował pierwszą wersję planu Oliwy z nowymi, polskimi nazwami ulic.
W 1946 r. zainicjował powstanie Oddziału Polskiego Towarzystwa Krajoznawczego. Działał w Komisji Badania Zbrodni Hitlerowskich. Założyciel biblioteki krajoznawczej w Klubie Turysty przy ul. Długiej 45 w Gdańsku. Brał udział w odbudowie miasta i przemysłu oraz w ratowaniu zabytków. Uczestniczył w przejęciu przez władze polskie katedry oliwskiej. W jego domu Niemki i autochtonki znajdowały często schronienie przed napaściami i gwałtami ze strony żołnierzy radzieckich.         
Współpracownikami Jana Wojnarskiego byli m.in. prof. Jan Kilarski, prof. Leon Ostaszewski, prof. Marian Pelczar i Franciszek Mamuszka.
8 sierpnia 2006 w Oliwie, przy ul.Obrońców Westerplatte 34, na budynku biblioteki publicznej została odsłonięta tablica upamiętniająca  pierwszy powojenny samorząd miasta, i jego
przewodniczącego burmistrza Jana Wojnarskiego.